# Gniazdków
Gniazdków (prononciation : [ˈɡɲastkuf]) est un village polonais de la gmina de Chotcza dans le powiat de Lipsko de la voïvodie de Mazovie dans le centre-est de la Pologne.
Il se situe à environ 4 kilomètres au nord de Chotcza (siège de la gmina), 16 kilomètres au nord-est de Lipsko (siège du powiat) et à 119 kilomètres au sud-est de Varsovie (capitale de la Pologne).
La population est de 101 habitants en 2006.

## Histoire
De 1975 à 1998, le village appartenait administrativement à la voïvodie de Radom.